# Ariella Azoulay
Ariella Aïsha Azoulay (Tel Aviv, 1962) es escritora israelí, comisaria de exposiciones, realizadora de cine e investigadora en fotografía y artes visuales.

## Biografía
Es directora del grupo de investigación internacional Photo-Lexic y del Photo-Lab, en el Minerva Humanities Center de la Universidad de Tel Aviv.
Comisarió la exposición fotográfica «Act of State 1967-2007» (2010), en la que se criticaba la ocupación israelí en el territorio palestino. Esta polémica muestra supuso que la Universidad Bar-Ilan de Israel, en la que impartía clases de cultura visual y de filosofía contemporánea, no renovara su plaza como docente. Ha sido profesora visitante en el Centro de Derechos Humanos de la Universidad de Connecticut (Estados Unidos) y actualmente es investigadora en el Centro de Estudios Avanzados de la Universidad Durham (Reino Unido). Posee experiencia como directora y guionista de cine (At nightfall, 2005) y como comisaria de varias exposiciones. Ha participado asimismo en numerosos cursos y conferencias y es autora de los libros A Photographic Record of Destruction and State Formation, 1947-1950 (2011), The Civil Contract of Photography (2008) y Once Upon A Time: Photography Following Walter Benjamin (2006), entre otros.